# Pemphigus mordvilkovi
Pemphigus mordvilkovi är en insektsart. Pemphigus mordvilkovi ingår i släktet Pemphigus och familjen långrörsbladlöss. Inga underarter finns listade i Catalogue of Life.